# Cantone di Peyrolles-en-Provence
Il Cantone di Peyrolles-en-Provence era una divisione amministrativa dell'arrondissement di Aix-en-Provence.
A seguito della riforma approvata con decreto del 18 febbraio 2014, che ha avuto attuazione dopo le elezioni dipartimentali del 2015, è stato soppresso.

## Composizione
Comprendeva i comuni di:
- Jouques
- Meyrargues
- Peyrolles-en-Provence
- Le Puy-Sainte-Réparade
- Saint-Paul-lès-Durance